# Rudolf Höß
Rudolf Franz Ferdinand Höß /ˈʀudɔlf fʀant͡s ˈfeɐ̯dinant hœs/ (varianti: Höss, Hoeß, Hoess; Baden-Baden, 25 novembre 1901 – Auschwitz, 16 aprile 1947) è stato un militare e criminale di guerra tedesco, membro delle SS e primo comandante del campo di concentramento di Auschwitz.
Nato in una famiglia cattolica, si iscrisse al Partito nazista nel 1922 e si arruolò nelle SS nel 1934, fino a divenire un medio gerarca. A lui si devono la rapida costruzione del campo e l'impiego del gas Zyklon B (acido cianidrico) nelle camere a gas per semplificare e velocizzare le uccisioni. Catturato dagli Alleati e testimone al processo di Norimberga, fu giudicato colpevole di crimini contro l'umanità dalla Corte Suprema di Varsavia e venne impiccato nel cortile del campo di Auschwitz il 16 aprile 1947, dopo essersi convertito nuovamente, in extremis, alla fede cattolica. Le sue memorie, intitolate Comandante ad Auschwitz, costituirono l'atto d'accusa principale nei primi processi sulla Shoah assieme alle deposizioni dei gerarchi e ai filmati degli angloamericani.

## Biografia

### Gioventù e prima guerra mondiale
Figlio del commerciante Franz Xaver Höß, Rudolf nacque il 25 novembre 1901 a Baden-Baden, nella Foresta Nera, in una rigorosa famiglia cattolica; primogenito, aveva due sorelle. Trasferitosi a Mannheim, divenne volontario alla Croce Rossa e nel 1916, subito dopo la morte del padre e a dispetto delle volontà della famiglia che desiderava iniziasse la vita sacerdotale, il giovane Höß partì volontario, all'età di soli 14 anni, mentendo sull'età, con il 21º reggimento dei Dragoni del Baden.
Inviato al fronte, Höß combatté in Turchia, Iraq e Palestina, dove venne promosso Feldwebel (sergente) all'età di 17 anni, diventando così il più giovane sottufficiale dell'esercito tedesco, e fu decorato con la Croce di Ferro di 1ª e 2ª classe. Durante il suo servizio al fronte egli venne ferito due volte. Alla fine della prima guerra mondiale, Höß entrò a far parte del Freikorps Roßbach combattendo in alta Slesia, nel Mar Baltico e nella regione della Ruhr.

### Ingresso nel Partito nazionalsocialista e prigionia
A novembre del 1922, si iscrisse al partito nazionalsocialista (NSDAP) con la tessera numero 3240 dopo aver rinunciato ufficialmente all'affiliazione alla Chiesa cattolica . Nel 1923 fu condannato a dieci anni di prigione, insieme a Martin Bormann, per l'omicidio del maestro elementare Walther Kadow, accusato dai nazisti di essere una spia dei bolscevichi e di essere uno dei traditori di Albert Leo Schlageter. Schlageter venne condannato a morte dalla corte marziale francese e venne considerato una figura martire per i nazionalsocialisti. Due giorni dopo, un gruppo di soldati tedeschi ubriachi, tra cui Höß, trascinò Kadow in un bosco e, dopo averlo percosso, i militari gli tagliarono la gola e lo finirono con due colpi di pistola.
Martin Bormann fu rilasciato dopo appena un anno, mentre Höß fu scarcerato nel 1928 in seguito a un'amnistia generale. In seguito, per circa sei mesi, svolse il ruolo di impiegato presso un'azienda agricola, si sposò con la giovane Hedwig Hensel e nel 1929 si iscrisse alla Artamanen-Gesellschaft (Lega degli Artamani), uno dei molteplici gruppi in cui era articolato il Movimento völkisch, gruppo che, in particolare, si richiamava al binomio di Blut und Boden (Sangue e terra), e tra i cui membri figurava Heinrich Himmler, comandante delle SS, che così ebbe modo di conoscere Höß. Il rapporto tra i due sfociò nella proposta, che Himmler fece a Höß, di entrare a far parte delle SS, che nell'idea del primo avrebbero rappresentato l'avanguardia ideologica (e gli strenui difensori) del «nuovo ordine» nazionalsocialista.

### Servizio nei lager
Con l'ascesa al potere del partito nazista, il 20 settembre 1933, Höß fu nominato SS-Anwärter, allievo SS. Ad aprile dell'anno seguente, con il permesso e su insistenza dell'SS-Reichsführer Heinrich Himmler, fu accettato come membro effettivo delle SS con il grado di SS-Mann (soldato), ottenendo la tessera delle SS n. 193.616.
Höß negli anni compresi tra il 1934 e il 1938, in qualità di appartenente alle SS-Totenkopfverbände (Unità testa di morto), ricoprì diversi incarichi nei campi di concentramento, iniziando quella carriera all'interno dell'amministrazione concentrazionaria, che non avrebbe più abbandonato fino al termine del conflitto.

### Dachau e Sachsenhausen
Nel 1935, Höß prese servizio presso il campo di Dachau, comandato da Theodor Eicke che era stato nominato da Himmler Ispettore ai campi di concentramento e che fu una delle figure chiave nella creazione del sistema concentrazionario nazionalsocialista trasformando Dachau in un campo modello al quale tutti gli altri lager attinsero idee ed esperienze negli anni successivi.
Höß venne presto nominato Blockführer, uomo delle SS che ricopriva il ruolo di comandante di un Block (blocco o baracca) di prigionieri e che quindi ne era in diretto e costante contatto. Negli anni successivi egli svolse il ruolo di Rapportführer, responsabile dei rapporti con tutti i Blockführer del campo e diretto sottoposto del Schutzhaftlagerführer. In ragione delle sue precedenti esperienze di reclusione, si distinse nelle sue mansioni, a suo dire a causa dell'approfondita conoscenza della psiche dei prigionieri, riconosciute poi anche dai suoi superiori che lo reputavano dotato di un innato senso di responsabilità e di una condotta esemplare.
Nel contempo, Höß apprese alla scuola di Eicke le caratteristiche del servizio presso i campi di concentramento: estrema brutalità, disprezzo per i nemici dello Stato, consapevolezza di essere gli unici soldati che combattono in tempo di pace. Nelle sue memorie, scritte in prigionia nel periodo postbellico, Höß critica apertamente la rozza brutalità di Eicke e dei «suoi» uomini, che divennero in seguito importanti elementi all'interno dell'amministrazione dei lager. In effetti Höß non fu mai particolarmente amato dai suoi vecchi camerati che lo superarono negli anni successivi sulla scala gerarchica e lo stesso sistema da lui applicato ad Auschwitz si basò più su una spietata efficienza unita all'indifferenza che sull'odio viscerale nei confronti dei deportati.
Il 1º agosto 1938, Höß fu trasferito in qualità di aiutante presso il campo di concentramento di Sachsenhausen, su richiesta dello stesso comandante Hermann Baranowski, che aveva specificamente richiesto Höß. Höß trovò a Sachsenhausen un ambiente più congeniale rispetto a Dachau e provò sempre il massimo rispetto per il comandante Baranowski che egli vedeva come modello del vecchio capo SS , nazionalsocialista duro e inflessibilmente rigoroso in tutte le questioni di lavoro. Nell'inverno 1939 Höß fu promosso Schutzhaftlagerführer (Comandante del corpo di custodia protettiva) di Sachsenhausen ma la situazione si deteriorò presto: Baranowski era morto e il suo successore Hans Loritz non provava particolare simpatia per Höß.

### La costruzione di Auschwitz
(dall'autobiografia Comandante ad Auschwitz)
A questo proposito fece issare sul portone principale dell'ingresso di Auschwitz, il celebre motto Arbeit macht frei, il lavoro rende liberi.
Il 4 maggio 1940 Höß fu nominato comandante di un lager che avrebbe dovuto lui stesso provvedere a costruire dopo aver proceduto alla requisizione di una vecchia caserma polacca situata nei pressi della cittadina di Oświęcim, conosciuta allora con il nome tedesco di Auschwitz. Nei progetti delle autorità tedesche il nuovo lager avrebbe dovuto essere un campo di smistamento per prigionieri polacchi destinato a contenere circa 10 000 internati e non era quindi previsto che esso divenisse, come poi accadde, il più grande centro di sterminio del regime nazionalsocialista.
Höß si mise immediatamente all'opera per essere pronto quanto prima a ricevere i numerosi deportati previsti, utilizzando i primi prigionieri (che giunsero al campo il 20 maggio 1940, provenienti da Sachsenhausen) per i lavori di sistemazione dell'area e di riparazione delle caserme che erano state danneggiate nel corso dei combattimenti seguiti all'invasione tedesca della Polonia.
Nelle sue memorie Höß ricorda le difficoltà incontrate, l'incompetenza dei suoi subordinati e dei prigionieri assegnatigli, la scarsa collaborazione delle autorità superiori nel risolvere i suoi problemi quotidiani e le pressanti richieste che gli erano rivolte di rendere il campo operativo quanto prima. Tutto ciò fornisce risalto alle qualità di Höß, che certamente voleva essere ricordato come un soldato e non come un brutale assassino: efficienza di comando, furbizia nel risolvere le situazioni di stallo con i comandi superiori, spiccato senso del dovere che lo portò a lavorare con orari impossibili e a trascurare la famiglia. In questo modo egli diventò uno spietato omicida che contribuì al genocidio di milioni di persone innocenti.
Nelle sue memorie Höß omise di ricordare il suo particolare interesse per le cose materiali:
(Hermann Langbein)
Il 1º marzo 1941 Himmler effettuò il primo sopralluogo ad Auschwitz complimentandosi con Höß per il lavoro fin allora svolto ma esponendo nel contempo nuovi e grandiosi progetti per Auschwitz. Il campo avrebbe dovuto essere ampliato fino a poter accogliere 30 000 prigionieri e nel contempo si sarebbe dovuto creare un nuovo campo nell'area del villaggio di Birkenau (che divenne Auschwitz II) della capienza di 100 000 internati. Inoltre sarebbe stato necessario fornire 10 000 detenuti per la costruzione di un grande impianto per la produzione di gomma sintetica (Buna) di proprietà della IG Farben in località Dwory (nel 1942 nei pressi dell'impianto industriale sorse il campo di lavoro di Monowitz, terzo grande campo del complesso di Auschwitz).

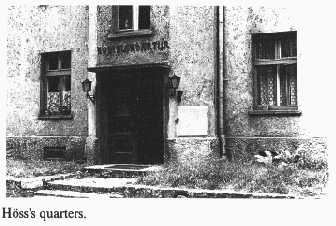
Ufficio di Höß ad Auschwitz

Il 29 luglio 1941 Höß fu convocato a Berlino da Himmler per partecipare a un incontro (strettamente confidenziale) nel quale vennero definiti i particolari per l'ampliamento di Auschwitz e la creazione del nuovo campo di Auschwitz II - Birkenau nel contesto della prevista soluzione finale ordinata da Hitler. Interrogato nel corso del processo di Norimberga Höß ricordò così l'incontro con Himmler:
Nell'agosto 1941, dopo l'incontro con Himmler, Höß ebbe un incontro con Adolf Eichmann, "architetto" delle deportazioni del genocidio, per discutere la soluzione finale della questione ebraica, ambiguo termine dietro il quale si nascondeva il genocidio del popolo ebraico a cui successivamente fu dato il nome di Shoah.
L'incontro puntualizzò alcune questioni tecniche: si decise l'impiego di un gas, non ancora ben precisato per le previste uccisioni visto che la morte mediante fucilazione sarebbe stato un compito troppo "pesante" (e poco efficiente) per le SS destinate all'incarico. Nel contempo venne esaminato il sito, nei pressi di Birkenau, sul quale sarebbero sorte le camere a gas e i forni crematori. L'incontro si concluse con l'impegno da parte di Eichmann di riferire a Höß circa "l'esistenza di qualche gas di facile produzione, che non richiedesse installazioni particolari e che mi avrebbe poi riferito in proposito".

### Auschwitz II Birkenau
Il 3 settembre 1941 mentre Höß era impegnato in un viaggio di servizio, il suo vice l'SS-Hauptsturmführer Karl Fritzsch trovò soluzione al problema che affliggeva Höß ed Eichmann relativo alla scoperta di un gas in grado di risolvere il "problema" delle uccisioni. Fritzsch utilizzò il gas Zyklon B, impiegato per la disinfestazione dei parassiti e quindi disponibile in abbondanti quantità nel campo, per uccidere circa 600 prigionieri di guerra sovietici. Ritornato al campo, Fritzsch riferì sui risultati del suo "esperimento" che Höß fece ripetere con un successivo gruppo di deportati russi, per verificarne personalmente l'efficacia.
La scoperta dello Zyklon B come agente per le gasazioni determinò che nel campo di Auschwitz si poterono uccidere più persone e più velocemente, un qualcosa di cui Höß poteva vantarsi di fronte ai suoi superiori: era decisamente superiore in quanto a velocità di uccisione rispetto al monossido di carbonio che venne utilizzato nei primi centri di sterminio creati nel contesto dell'operazione Reinhard (Treblinka, Sobibór e Bełżec). Il successo dell'idea fu confermato dal fatto che l'impiego di Zyklon B venne «esportato» anche presso il campo di Majdanek.
Per tutta la seconda metà del 1941 proseguirono alacremente, sotto l'egida di Höß, i lavori di costruzione di Birkenau, che però divenne operativo come centro di sterminio solo nella primavera 1942. Il 20 gennaio 1942 si tenne a Berlino la cosiddetta Conferenza di Wannsee alla quale furono invitati numerosi dirigenti pubblici del Terzo Reich per metterli a parte del vero significato della "soluzione finale" e per richiederne la collaborazione e dare così avvio alle sue fasi operative. Il 15 febbraio 1942 giunse ad Auschwitz I il primo convoglio di deportati ebrei provenienti dall'Alta Slesia che vennero immediatamente uccisi con il Zyklon B e i cui corpi vennero poi cremati.
(New York Times, 25 novembre 1942, p.10)
Da allora, e per tutto il periodo di comando di Höß, Auschwitz continuò a ricevere trasporti di deportati da destinare immediatamente alla morte, solo una piccola percentuale veniva selezionata per il lavoro dai medici del campo tra i quali si "distinse" Josef Mengele che venne soprannominato l'"angelo della morte". Höß ebbe modo di mettere in mostra le sue innegabili qualità di manager, supervisionando con inflessibilità e distacco le operazioni di sterminio, tanto da ricevere più volte gli encomi di Himmler che lo ammirava per la puntuale esecuzione degli ordini. Durante uno dei suoi viaggi d'ispezione al campo, effettuato nel 1942, Adolf Eichmann ebbe modo di "ammirare" la perfezione dei meccanismi di morte che Höß aveva realizzato ad Auschwitz. Eichmann riportò le sue impressioni nel memoriale che scrisse a Gerusalemme nel 1962, poco prima di essere giustiziato per crimini contro l'umanità:

### Comandante dell'ufficio D1/Zentralamt
Il 10 novembre 1943 Höß fu sostituito come comandante di Auschwitz da Arthur Liebehenschel. I motivi della sostituzione non sono chiari, l'operato di Höß fu sempre molto apprezzato e in seguito egli venne richiamato ad Auschwitz per supervisionare lo sterminio degli ebrei ungheresi, ma è certo che in quel periodo una commissione d'indagine delle SS, guidata dal giurista Georg Konrad Morgen, stava effettuando un sopralluogo al campo alla ricerca di prove sulle malversazioni che vi avvenivano e che coinvolgevano numerosi ufficiali del lager incluso lo stesso Höß.
Nei mesi successivi Morgen proseguì le sue indagini, relative alla sottrazione di beni e valori appartenuti ai deportati, fino a quando un suo aiutante non scomparve senza lasciare traccia proprio mentre, all'inizio del 1944, stava interessandosi più specificamente di Höß. Probabilmente Morgen aveva scoperto qualcosa circa la relazione sentimentale che Höß aveva avuto con l'internata Eleanor Hodys, da lui messa in gravidanza e che aveva poi cercato di uccidere per far scomparire le tracce del suo atto, passibile di grave condanna secondo i regolamenti delle SS. Questi indizi inducono a pensare che Höß abbia deciso di allontanarsi per evitare una possibile condanna, come già era accaduto al comandante del campo di Buchenwald, Karl Otto Koch, indagato dallo stesso Morgen e arrestato dalla Gestapo per malversazione.
La sostituzione portò Höß a ricoprire la posizione precedentemente tenuta dal nuovo comandante di Auschwitz Liebehenschel come comandante dell'ufficio D1/Zentralamt Ufficio di amministrazione centrale) del dipartimento D (Ispettorato dei campi di concentramento) del Wirtschafts- und Verwaltungshauptamt (WVHA, Ufficio centrale economico e amministrativo delle SS), un articolato organismo delle SS che si occupava della gestione delle finanze delle SS, dell'amministrazione dei campi di concentramento e dello sfruttamento della manodopera ivi rinchiusa. Höß ricordò in seguito nel suo memoriale come gli venisse proposto di scegliere se comandare il campo di concentramento di Sachsenhausen o passare all'Ispettorato dei campi di concentramento, alle dipendenze di Richard Glücks. Sebbene egli preferisse, per sua stessa ammissione, essere mandato al fronte, alla fine scelse la seconda opportunità, occupandosi quindi del funzionamento e delle carenze (a suo dire) dei campi stessi.

### Ritorno ad Auschwitz
L'8 maggio 1944, Höß ritornò a Auschwitz per sovrintendere alla Ungarn-Aktion, denominata poi in suo onore Aktion Höß. L'eufemistico termine si riferiva allo sterminio degli ebrei ungheresi, unica comunità ebraica ancora parzialmente risparmiata tra quelle sottoposte direttamente e indirettamente al dominio nazionalsocialista. Ciò fu possibile anche grazie alla complicità del governo ungherese che dopo l'occupazione tedesca, iniziò a emanare leggi antisemite e furono molti i filonazisti che andarono al potere.
In questo periodo il complesso di sterminio di Auschwitz II - Birkenau raggiunse il suo massimo potenziale distruttivo con la morte di circa 400 000 vittime in circa tre mesi di «operazioni». Höß, tornato ad Auschwitz in qualità di Standortältester (comandante anziano del presidio), supervisionò con la solita efficienza l'azione estromettendo il comandante nominale di Birkenau Josef Kramer che nel corso del processo intentatogli nel dopoguerra si giustificò dicendo che Höß gli aveva ordinato di non occuparsi delle operazioni di sterminio degli ebrei ungheresi.
I convogli venivano dirottati direttamente nel campo di concentramento di Auschwitz, l'unico centro di sterminio ancora a disposizione nei territori occupati, comodo per l'arrivo dei vagoni ferroviari e nascosto agli occhi del mondo. Dopo una sommaria selezione i prigionieri ungheresi ritenuti sani e forti - chiamati Depot-Häftlinge, detenuti in deposito, venivano alloggiati temporaneamente nel settore BII di Birkenau senza essere segnati nei registri del lager. Alla fine di novembre, ormai nell'ottica della sconfitta tedesca, Himmler diede ordine di distruggere i forni crematori; restò in funzione fino all'ultimo nel lager solamente il Crematorio V.

### La cattura

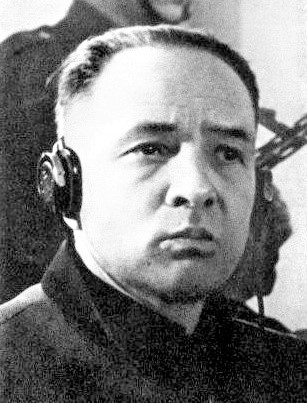
Höß durante le fasi del processo in Polonia

Terminata l'Aktion alla fine di luglio 1944 Höß rientrò a Oranienburg, sede dell'Ispettorato ai campi di concentramento (Dipartimento D) del WVHA, e si trovò impegnato a organizzare lo sgombero dei lager minacciati dall'avanzata delle forze sovietiche e Alleate. Nell'inverno 1944-45 i campi dell'Est, tra i quali Auschwitz, erano ormai in prossimità del fronte e vennero pertanto evacuati in esecuzione di un ordine di Himmler che vietava che gli internati dei campi di concentramento cadessero in mano al nemico. Le evacuazioni, nel freddo inverno polacco e con scarsissime scorte di cibo, si trasformarono in vere marce della morte dove perirono migliaia di prigionieri, uccisi dalle SS con un colpo alla nuca perché troppo lenti oppure sfiniti. I più "fortunati", giunti a destinazione nei lager ancora in mano tedesca, trovarono condizioni di sovraffollamento terribili e in moltissimi casi furono destinati a una lenta morte per inedia.
Nel suo ultimo incontro con Himmler, quando ormai era chiara la sconfitta della Germania, Höß ottenne una capsula di cianuro e l'ordine di cercare di nascondersi nella Wehrmacht: fuggì assumendo la falsa identità di Franz Lang. Catturato nei giorni immediatamente successivi al termine del conflitto dalle forze inglesi, Höß fu rinchiuso in un campo di prigionia per uomini delle SS, ma chi l'aveva catturato non si accorse della sua reale identità e presto venne rilasciato, trovando lavoro in un'azienda agricola nei pressi di Flensburg.
Per i successivi otto mesi le autorità britanniche cercarono di risalire a Höß attraverso la famiglia, che venne tenuta sotto stretto controllo. L'11 marzo 1946 la signora Höß ammise il nome fittizio e il luogo dove si nascondeva il marito. Egli fu catturato lo stesso giorno dalle forze britanniche; sfortunatamente per lui, la capsula di cianuro in suo possesso si era rotta pochi giorni prima. In seguito a un primo e rude interrogatorio egli firmò, il 14 o 15 marzo, una dichiarazione che descriveva a grandi linee le operazioni di sterminio portate a termine nel complesso di Auschwitz.

### Il processo

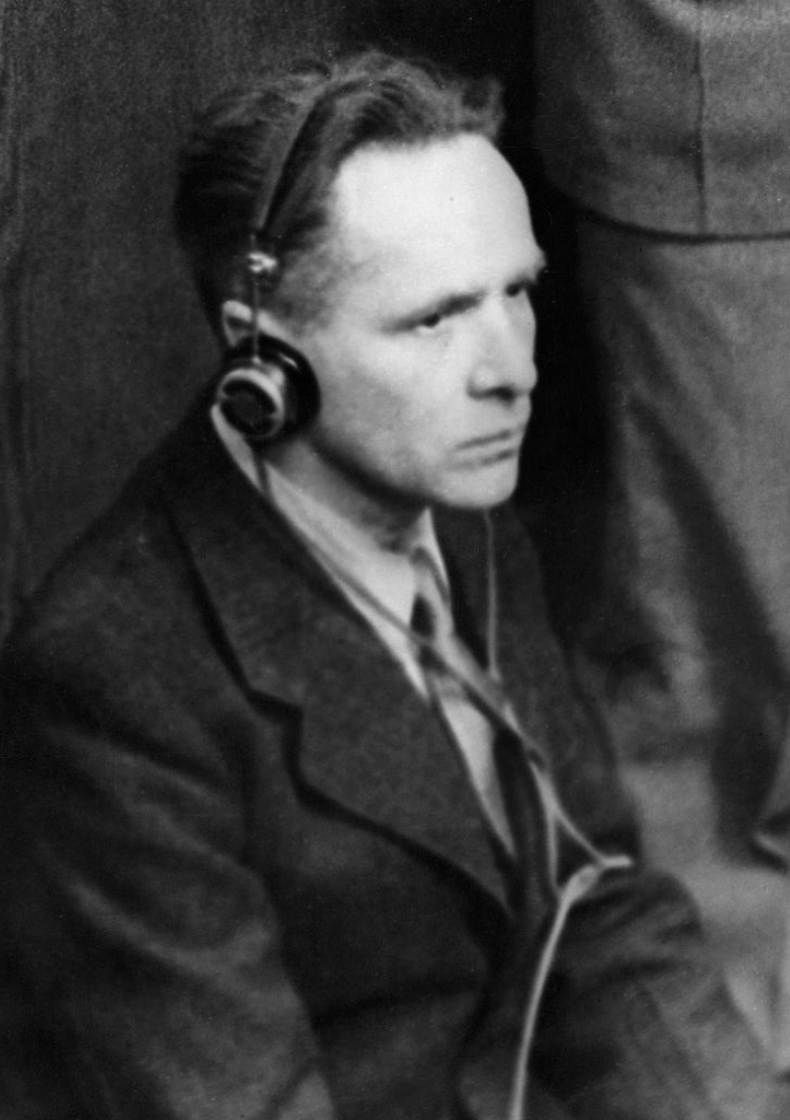
Höß durante il processo di Norimberga

Trasferito a Norimberga, Höß testimoniò nel corso del celebre processo come testimone per la difesa di Ernst Kaltenbrunner, comandante della Gestapo e superiore diretto di Eichmann, l'organizzatore dell'Olocausto. Con freddezza disarmante rispose alle domande che gli erano poste, discutendo con calma dell'organizzazione del campo di Auschwitz e delle strutture impiegate per portare a termine il compito assegnatogli da Himmler: un compito che egli, in qualità di soldato in tempo di guerra, sosteneva di non poter rifiutare. Simili furono le testimonianze rese nel periodo successivo durante i processi secondari tenuti a Norimberga a carico di Oswald Pohl, capo del WVHA, e delle industrie IG Farben, produttrici dello Zyklon B.

### La condanna

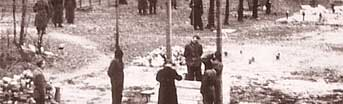
16 aprile 1947 - Höß giustiziato

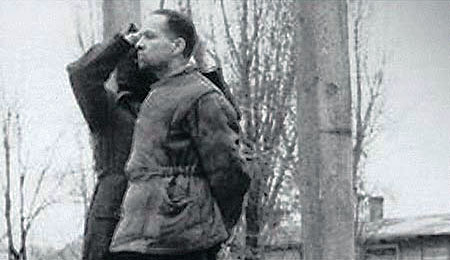
16 aprile 1947 - Höß sul patibolo qualche attimo prima di essere impiccato

Il 25 maggio 1946, fu trasferito in Polonia per rispondere in giudizio dei crimini che aveva commesso ad Auschwitz e venne imprigionato a Cracovia. Dopo un lungo dibattimento nel quale Höß ancora una volta espresse senza nessuna emozione visibile i meccanismi di funzionamento di Auschwitz, la Corte Suprema di Varsavia lo giudicò colpevole delle accuse che gli erano state rivolte. Il 2 aprile 1947 venne condannato alla pena di morte mediante impiccagione, eseguita il 16 aprile 1947 davanti all'ingresso del crematorio di Auschwitz. In seguito il corpo venne cremato e le ceneri vennero sparse in un bosco vicino al campo di Auschwitz.

## Vita personale
Höß era sposato (anche se, durante il periodo in cui era il comandante del campo di Auschwitz, ebbe una relazione intima con una prigioniera politica austriaca, che restò anche incinta, e questo fatto per poco non gli costò un deferimento al tribunale delle SS) e aveva cinque figli. Ad Auschwitz l'intera famiglia visse con lui in una villetta adiacente al campo di sterminio, a poche centinaia di metri dai crematori. Pochi giorni prima di essere giustiziato Höß scrisse loro una lettera d'addio e rivolgendosi al figlio maggiore Klaus così lo esortava:
(The last letter of Rudolf Hoess] dal sito web Lest We Forget)

## Conversione religiosa
Poiché le guardie polacche, a differenza degli inglesi, lo trattavano cortesemente nonostante fosse il carnefice di alcuni loro parenti, Höß si riavvicinò lentamente alla fede cattolica della sua gioventù ed alla quale aveva rinunciato con atto ufficiale quando nel 1922 era entrato nel partito nazionalsocialista. È poco noto che, qualche tempo prima dell'esecuzione, aveva chiesto e ottenuto di parlare con un prete, trovato infine, dopo varie difficoltà, in un gesuita polacco, padre Wladyslaw Lohn, cui aveva inspiegabilmente risparmiato la vita ad Auschwitz e da cui ebbe i sacramenti della confessione e dell'eucaristia. Secondo quanto riportato dal prete a due suore: 

### Discendenza
Il nipote di Rudolf Höß, Rainer Höß è stato nel 2011 uno dei protagonisti del documentario Hitler's Children e autore nel 2013 del libro Das Erbe des Kommandanten (Berlin: Belleville, 2013). Secondo Rainer, l'intera famiglia Höß ha vissuto per decenni in completa negazione dei crimini commessi dal padre, celebrando la sua memoria come quella di un "eroe" morto in guerra avendo compiuto soltanto il proprio dovere. Rainer è stato il primo discendente che abbia deciso di riconoscere pienamente le responsabilità del nonno (morto una ventina d'anni prima della sua nascita), impegnandosi in prima persona in iniziative e incontri pubblici in memoria delle vittime dell'Olocausto. Il 27 gennaio 2015 Rainer è stato tra gli invitati alla cerimonia commemorativa per il settantesimo anniversario della liberazione del campo di Auschwitz. Nel giugno 2015 anche Ingebirgitt Hannah Höß, una delle figlie di Rudolf e zia di Rainer, ha deciso di rompere il lungo silenzio con un'intervista.

## Carriera militare
| SS-Anwärter            | candidato alle SS      | 20 settembre 1933 |
| SS-Mann                | soldato semplice       | 1º aprile 1934    |
| SS-Sturmmann           | caporale               | 20 aprile 1934    |
| SS-Unterscharführer    | sergente               | 28 novembre 1934  |
| SS-Scharführer         | sergente maggiore      | 1º aprile 1935    |
| SS-Oberscharführer     | sergente maggiore capo | 1º luglio 1935    |
| SS-Hauptscharführer    | maresciallo maggiore   | 1º marzo 1936     |
| SS-Untersturmführer    | sottotenente           | 13 settembre 1936 |
| SS-Obersturmführer     | tenente                | 11 settembre 1938 |
| SS-Hauptsturmführer    | capitano               | 9 novembre 1938   |
| SS-Sturmbannführer     | maggiore               | 30 gennaio 1941   |
| SS-Obersturmbannführer | tenente colonnello     | 18 luglio 1941    |

## Onorificenze
Höß ottenne tutte le sue onorificenze nel corso del primo conflitto mondiale, dove fu il più giovane Feldwebel (sergente, grado che ottenne all'età di 17 anni) dell'esercito tedesco e dimostrò un coraggio non comune. Durante il secondo non venne mai impiegato al fronte e trascorse tutta la sua carriera nazionalsocialista all'interno dell'amministrazione concentrazionaria.
- Medaglia di servizio del Baden

## L'autobiografia
Durante la prigionia in Polonia Höß scrisse un memoriale autobiografico pubblicato postumo nel 1958 con il titolo di Comandante ad Auschwitz. Nelle sue memorie egli si dipinge come un soldato con un alto senso del dovere che aveva eseguito solamente degli ordini. La prima pubblicazione italiana, della casa editrice Einaudi (collana Gli Struzzi), non è l'integrale traduzione dell'originale versione tedesca. Vengono tralasciate alcune parti che non hanno rilevanza nel racconto della vita di Höß. Va anche precisato che la stessa pubblicazione tedesca non trascrisse integralmente i manoscritti di Höß, adducendo le stesse ragioni. I manoscritti di Höß si trovano a Varsavia, presso il Ministero della giustizia.
(Prefazione di Primo Levi)
L'utilizzo dello Zyklon B per le camere a gas significava, per lui, svolgere un compito nella maniera più pulita possibile, evitando agonie tra i prigionieri:

Le esecuzioni sommarie vengono descritte con freddezza e lucidità, senza rimorso alcuno:

Pochissimi sono i riferimenti alla famiglia (se non nel racconto dell'infanzia), alla moglie e ai propri figli:

## Polemiche negazioniste
Le vicende attorno alla figura di Rudolf Höß sono state oggetto di particolari attenzioni da parte di noti esponenti del negazionismo dell'Olocausto:
- La cattura di Höß fu eseguita grazie alla rivelazione del suo nascondiglio, in seguito a minacce rivolte alla moglie Hedwig e ai figli.[39]Gli eventi che condussero alla cattura di Höß sono confusi, anche se esistono convincenti evidenze che le pressioni sulla sua famiglia, e in particolar modo sulla moglie, minacciata di deportazione del figlio maggiore in Siberia,[39] andarono oltre i limiti del lecito, pure non raggiungendo quei vertici di violenza (anche fisica) a volte paventati da alcuni autori negazionisti.[51] Nel 1983 Rupert Butler pubblicò il libro Legions of Death che contiene un'estesa intervista a uno dei catturatori di Höß, Bernard Clarke, il quale conferma le pressioni fatte sulla signora Höß.[52] L' intelligence britannica giustificava il proprio operato con l'urgenza di assicurare alla giustizia Höß prima che potesse riparare all'estero, come molti altri suoi ex-colleghi, attraverso le reti (ratline) che i nazisti in fuga attivarono al termine del conflitto.
- Catturato dalle forze britanniche, Höß fu torturato per ottenere una confessione. Per questo i negazionisti contestano radicalmente la sua testimonianza.
L'11 marzo 1946, una squadra dell'intelligence britannica formata da cinque uomini (tra i quali il già citato Clarke) al comando di un capitano iniziò un serrato interrogatorio per costringere Höß a dichiarare la sua vera identità. Nel corso dell'interrogatorio egli venne percosso e l'interrogatorio proseguì per alcuni giorni privando il prigioniero del sonno per costringerlo a cedere e a confessare i suoi crimini. Il documento in lingua tedesca (protocollato come NO-1210) che Höß firmò il 14 o 15 marzo 1946 alle ore 02:30 a.m. fu ottenuto quasi certamente in violazione delle moderne norme di diritto internazionale che definiscono tortura la privazione di sonno. Alcune tesi sostengono che l'NO-1210 sottoscritto da Höß fosse stato compilato esclusivamente in lingua inglese e che quindi egli, che pur aveva una vaga conoscenza della lingua, non fosse in grado di leggere e rivedere il testo della sua deposizione; questo dimostrerebbe, secondo i propugnatori della tesi, la palese falsità del documento.
La versione inglese è copia conforme di un documento in lingua tedesca che porta le firme originali di Höß.[53] Il contenuto del documento NO-1210 venne, però, sostanzialmente confermato in più occasioni da Höß sia nel memoriale che scrisse in prigionia in Polonia sia nel successivo affidavit (protocollato come PS-3868) presentato al processo di Norimberga che si basò su un interrogatorio da parte dello statunitense Robert Storey, e fu l'unico documento utilizzato nel corso del processo.[54] Inoltre, Höß venne interrogato sia a Norimberga sia in Polonia e in entrambi i casi confermò la sua prima confessione: nel caso avesse voluto ritrattare avrebbe potuto farlo pubblicamente in una gremita aula di tribunale, nel corso di processi che ebbero una immensa eco mediatica, tanto da rendere impossibile tenere nascosta una sua eventuale ritrattazione. In ultimo, la comunità degli storici è unanimemente convinta della validità delle testimonianze di Höß che trovano riscontri incrociati in numerosi altri documenti e testimonianze relativi al periodo di Auschwitz e che furono rilasciate sia da suoi sottoposti, sia da internati sopravvissuti.
- Höß ha scritto che i prigionieri nelle camere a gas morivano nel giro di pochi minuti e che si aspettava mezz'ora prima di aprire le porte per tirare fuori i cadaveri, ma secondo i negazionisti l'utilizzo del Zyklon B, così come descritto, non sarebbe stato possibile, in quanto le camere si sarebbero rivelate ancora sature dal gas se fossero state aperte dopo solo mezz'ora.
La testimonianza di Höß è corroborata da numerose altre dichiarazioni di testimoni oculari, compresi i prigionieri sopravvissuti dei Sonderkommando incaricati della rimozione dei corpi dalle camere a gas. Le camere a gas di Auschwitz inoltre disponevano di impianti di aspirazione forzata che provvedevano a depurare l'aria in breve tempo e che erano stati installati appositamente per velocizzare le operazioni di sterminio. Nonostante le indicazioni d'impiego ufficiali dello Zyklon B riportassero tempi di permanenza del gas molto più lunghi e consigliassero l'impiego di maschere antigas per entrare in un ambiente saturo del prodotto, tali indicazioni erano riferite all'impiego dello Zyklon B in qualità di agente per la disinfestazione dai parassiti che richiedevano concentrazioni di gas molto superiori a quelle impiegate per uccidere gli esseri umani, circa 300 ppm per gli esseri umani contro le 16 000 ppm per i parassiti.[55]
- La sua testimonianza a Norimberga e le diverse dichiarazioni giurate da Höß, parlano di tre campi di sterminio terminati nel 1941: Bełżec, Treblinka e Wolzek. Quest'ultimo campo non esiste e nel 1941 Bełżec e Treblinka non erano ancora attivi.[56]
Wolzek è stato unanimemente identificato dagli storici come il campo di Sobibór mentre l'anno 1941 indicato da Höß è quasi certamente una sua svista, intendendo egli indicare il 1942. Nel corso dei numerosi interrogatori subiti egli cambiò più volte opinione sulla data, dimostrando uno scarso senso cronologico.[57]
- Il numero di 2 500 000 di morti nel complesso di Auschwitz più volte citato da Höß è enorme.[56]
In effetti Höß citò numerose volte il numero di 2 500 000 morti (oggi gli storici concordano per un numero tra 1 100 000 e 1 500 000 vittime ad Auschwitz[58]) che però ammise sempre di non aver conosciuto personalmente, non essendo tenuto a saperlo, ma di averlo basato su una stima che gli aveva fornito Eichmann nel marzo o aprile del 1944.[59][60]. Interrogato il 15 aprile 1946 nel corso del processo di Norimberga Höß così rispose alle domande che gli vennero rivolte.

Probabilmente Eichmann si riferiva a una previsione per Auschwitz, oppure a un numero complessivo che teneva conto di più campi di concentramento (anche se Höß lo negò), oppure, più umanamente e in linea con il suo carattere, voleva stupire Höß.
È da rimarcare inoltre il fatto che, alla data dell'arresto di Höß, la cifra degli ebrei assassinati era comunemente data intorno ai 4 milioni (i sovietici, che avevano liberato Auschwitz nel gennaio 1945, avevano pubblicato un rapporto datato 6 maggio 1945, successivamente archiviato dal Tribunale internazionale a Norimberga come documento USSR-008, la stessa cifra era stata accettata anche dalle autorità polacche che avevano processato Höß) ed è quindi presumibile che, se veramente le memorie di Höß fossero state scritte sotto coercizione, gli sarebbe stato imposto di scrivere la cifra di 4 milioni.
- Nel 2013 viene pubblicato il libro di Thomas Harding Hanns and Rudolf (pubblicato in Italia con il titolo Il comandante di Auschwitz), dove vengono descritte le figure di Rudolf Höß e di Hanns Alexander. Alexander sarebbe il capitano inglese (ebreo, di origini tedesche e rifugiatosi in Inghilterra all'inizio della guerra), nonché prozio dell'autore, a cui venne dato l'incarico di ricercare e catturare Höß. L'autore precisa di essere venuto a conoscenza del passato del parente solo alla morte di quest'ultimo, avvenuta nel 2006.

## Film su Rudolf Höß
- La zona d'interesse (The Zone of Interest), regia di Jonathan Glazer (2023)